# Szczepiatyn
Szczepiatyn – wieś w Polsce położona w województwie lubelskim, w powiecie tomaszowskim, w gminie Ulhówek. Leży w dolinie rzeczki Rzeczycy. 
W latach 1975–1998 miejscowość administracyjnie należała do województwa zamojskiego.
Wieś jest sołectwem w gminie Ulhówek. Według Narodowego Spisu Powszechnego z roku 2011 wieś liczyła 256 mieszkańców.
Wieś wymieniana po raz pierwszy w 1462 r., gdy należała do rodziny Szczepiatyńskich.
Pod koniec XIX mieszkanie leśnego na obszarze dworskim nosiło nazwę Kopanie.
W II Rzeczypospolitej w powiecie rawskim województwa lwowskiego. 26 marca 1944 nacjonaliści ukraińscy z OUN-UPA zamordowali tutaj 29 Polaków.
Wierni Kościoła rzymskokatolickiego należą do parafii św. Stanisława w Tarnoszynie.
Na skraju wsi stoi duża, murowana cerkiew greckokatolicka pw. Św. Trójcy z 1913 r. (zbudowana na miejscu starszej, drewnianej), po 1947 r. przejęta przez kościół katolicki. Wewnątrz zachowany częściowo ikonostas oraz wiele elementów wyposażenia z poprzedniej świątyni, pochodzących z końca XVIII i początku XIX w. Obok ciekawa drewniana dzwonnica z 1890 r. z półkolistymi otworami dzwonnymi i cebulastym hełmem. Na cmentarzu kilkadziesiąt nagrobków bruśnieńskich. W pn-zach. części wsi znajdował się folwark, z którego pozostała gorzelnia z XIX w., służąca do niedawna jako młyn - obecnie przerobiony na magazyn zbożowy.